# 津島神社 (南山城村)
津島神社（つしまじんじゃ）は京都府相楽郡南山城村高尾にある神社。

## 祭神
- 大物主神（金毘羅権現）
- 菅原道真

## 歴史
江戸時代に法ヶ平尾には1つの村があり、その村では氏神として津島神社が祀られていた。

## 境内
- 桜木神社：疱瘡の神を祀っている[2]
- けとばし地蔵[1]

## 年間行事
4月と9月の11日にそれぞれ疱瘡神を祀る行事があり、赤飯、洗米、魚、野菜などの供えて祀る風習がある。
- 4月11日　春祭り
- 6月1日 　北野天満宮へ代参
- 9月10日　金毘羅イセキ
- 9月11日　秋祭り
- 10月25日 天満宮の祭

## 現地情報
所在地
- 京都府相楽郡南山城村高尾